# 웹 접근성 이니셔티브
웹 접근성 이니셔티브(Web Accessibility Initiative) 또는 줄여서 WAI는 장애인들의 월드 와이드 웹에 대한 접근성을 향상시키기 위해 W3C에서 만든 개념이다. 일반적으로 장애인들은 컴퓨터나 웹을 이용할 때 많은 어려움을 겪게 되며, 따라서 장애인들은 비표준 장치나 웹사이트에 대한 접근성이 증대되도록 설계된 브라우저, 한정된 자원만을 사용하는 사용자 에이전트와 무선 단말기에 부여할 수 있는 광범위한 이득을 필요로 한다.
W3C는 1997년 백악관의 지지 속에 WAI를 발표했으며, 웹 콘텐츠, 웹 브라우저, 미디어 플레이어, 저작 툴, 평가 툴 등 웹 접근성에 관한 몇 가지 요소들과 관련된 가이드라인, 기술 보고서, 교육 자료 등의 제작에 전념하는 몇몇 작업 단체와 이익 단체를 두고 있다.

## 같이 보기
- W3C
- 웹 접근성